# Championnat du Mexique de football 1988-1989
Navigation
Saison précédente Saison suivante
La Primera División 1988-1989 est la quarante-huitième édition de la première division mexicaine.
Lors de ce tournoi, le Club América a conservé son titre de champion du Mexique face aux dix-neuf meilleurs clubs mexicains.
Chacun des vingt clubs participant au championnat était confronté deux fois aux dix-neuf autres. Puis les meilleurs se sont affrontés lors d'une phase finale à la fin de la saison.
Seulement une place était qualificative pour la Coupe des champions de la CONCACAF.

## Les 20 clubs participants
| \| Mexico: Club América CF Atlante CD Cruz Azul Pumas UNAM Club Necaxa Guadalajara: CF Atlas Chivas de Guadalajara Univ. de Guadalajara Deportivo Irapuato Cobras Ciudad Juárez Correcaminos UAT UAG Tecos Atlético Potosino CF Monterrey Tigres UANL Atlético Morelia CF Puebla Deportivo Toluca FC Club Santos Laguna Jaibos Tampico Madero I Mexico Guadalajara \| Localisation des clubs engagés dans le championnat. |
| Mexico: Club América CF Atlante CD Cruz Azul Pumas UNAM Club Necaxa Guadalajara: CF Atlas Chivas de Guadalajara Univ. de Guadalajara Deportivo Irapuato Cobras Ciudad Juárez Correcaminos UAT UAG Tecos Atlético Potosino CF Monterrey Tigres UANL Atlético Morelia CF Puebla Deportivo Toluca FC Club Santos Laguna Jaibos Tampico Madero I Mexico Guadalajara                                                           |

| Club                         | Stade                         | Capacité | Ville                    |
| Club América                 | Stade Azteca                  | 105 064  | Mexico                   |
| CF Atlante                   | Stade Azulgrana               | 35 161   | Mexico                   |
| CF Atlas                     | Stade Jalisco                 | 56 713   | Guadalajara              |
| Cobras de Ciudad Juárez (en) | Stade Olímpico Benito Juárez  | 22 000   | Ciudad Juárez            |
| Correcaminos UAT (en)        | Stade Marte Gómez             | 11 000   | Ciudad Victoria          |
| CD Cruz Azul                 | Stade Azteca                  | 105 064  | Mexico                   |
| UAG Tecos                    | Stade Tres de Marzo           | 22 000   | Zapopan                  |
| Chivas de Guadalajara        | Stade Jalisco                 | 56 713   | Guadalajara              |
| Universidad de Guadalajara   | Stade Jalisco                 | 56 713   | Guadalajara              |
| Deportivo Irapuato           | Estadio Irapuato              | 24 000   | Irapuato                 |
| CF Monterrey                 | Stade Tecnológico             | 33 485   | Monterrey                |
| Atlético Morelia             | Stade Venustiano Carranza     | 22 000   | Morelia                  |
| Club Necaxa                  | Stade Azteca                  | 105 064  | Mexico                   |
| Atlético Potosino (es)       | Stade Plan de San Luis Potosí | 20 000   | San Luis Potosí          |
| CF Puebla                    | Stade Cuauhtémoc              | 42 648   | Puebla                   |
| Pumas UNAM                   | Stade Olímpico Universitario  | 62 214   | Mexico                   |
| Santos Laguna                | Stade Corona                  | 18 000   | Torreón                  |
| Jaibos Tampico Madero        | Stade Tamaulipas              | 25 000   | Tampico                  |
| Tigres UANL                  | Stade Universitario           | 42 000   | San Nicolás de los Garza |
| Club Toluca                  | Stade Nemesio Díez            | 27 000   | Toluca                   |

## Compétition
La compétition s'est déroulée de la façon suivante :
- La phase de qualification : trente-huit journées de championnat.
- La phase finale : deux groupes de quatre équipes s'affrontant deux fois puis une finale opposant les deux premiers de chaque groupe.

### Phase de qualification
Lors de la phase de qualification les vingt équipes s'affrontent à deux reprises selon un calendrier tiré aléatoirement.
Les équipes sont divisées en trois groupes de cinq et un groupe de six, les deux meilleures équipes de chaque groupe sont directement qualifiées pour la phase finale. 
Le classement est établi sur l'ancien barème de points (victoire à 2 points, match nul à 1, défaite à 0).
Le départage final se fait selon les critères suivants :
- Le nombre de points.
- La différence de buts générale.
- La différence de buts particulière.
- Le nombre de buts marqué à l'extérieur.
- Le tirage au sort.

#### Classement général
| Rang | Équipe                           | Pts | J  | G  | N  | P  | Bp | Bc | Diff |
| ---- | -------------------------------- | --- | -- | -- | -- | -- | -- | -- | ---- |
| 1    | CF Puebla                        | 53  | 38 | 20 | 13 | 5  | 73 | 31 | +42  |
| 2    | CF Atlante                       | 49  | 38 | 20 | 9  | 9  | 59 | 41 | +18  |
| 3    | Jaibos Tampico Madero            | 47  | 38 | 20 | 7  | 11 | 87 | 56 | +31  |
| 4    | Chivas de Guadalajara            | 47  | 38 | 19 | 9  | 10 | 66 | 43 | +23  |
| 5    | Club Necaxa                      | 45  | 38 | 17 | 11 | 10 | 57 | 38 | +19  |
| 6    | Club América (T)                 | 43  | 38 | 17 | 9  | 12 | 58 | 39 | +19  |
| 7    | CD Cruz Azul                     | 43  | 38 | 16 | 11 | 11 | 68 | 59 | +9   |
| 8    | Pumas UNAM                       | 41  | 38 | 13 | 15 | 10 | 42 | 30 | +12  |
| 9    | Atlético Morelia                 | 41  | 38 | 12 | 17 | 9  | 60 | 53 | +7   |
| 10   | Universidad de Guadalajara       | 41  | 38 | 15 | 11 | 12 | 48 | 51 | -3   |
| 11   | UAG Tecos                        | 38  | 38 | 13 | 12 | 13 | 51 | 51 | 0    |
| 12   | Cobras de Ciudad Juárez (en) (P) | 35  | 38 | 8  | 19 | 11 | 44 | 56 | -12  |
| 13   | Correcaminos UAT (en)            | 34  | 38 | 11 | 12 | 15 | 48 | 58 | -10  |
| 14   | Tigres UANL                      | 33  | 38 | 11 | 11 | 16 | 38 | 61 | -23  |
| 15   | Club Toluca (C)                  | 32  | 38 | 11 | 10 | 17 | 58 | 67 | -9   |
| 16   | Deportivo Irapuato               | 32  | 38 | 9  | 14 | 15 | 43 | 57 | -14  |
| 17   | CF Monterrey                     | 29  | 38 | 7  | 15 | 16 | 44 | 66 | -22  |
| 18   | Santos Laguna                    | 29  | 38 | 7  | 15 | 16 | 31 | 56 | -25  |
| 19   | CF Atlas                         | 26  | 38 | 9  | 8  | 21 | 47 | 73 | -26  |
| 20   | Atlético Potosino (es)           | 22  | 38 | 6  | 10 | 22 | 31 | 68 | -37  |

| Légende : Qualifications et relégations | Légende : Qualifications et relégations                                                              |
| --------------------------------------- | --- |
|                                         | Coupe des champions 1990 (2e tour de qualification)                                                  |
|                                         | Relégué en Primera División A                                                                        |
|                                         | (T) : Tenant du titre (C) : Vainqueur de la Copa México 1988-1989 (P) : Promu de la saison 1987-1988 |

#### Matchs
| Résultats (▼dom., ►ext.)                                   | Amé | Atlt | Atls | Mor | Pot | Cob | Azu | Chi | Ira | Mon | Nec | Pue | Lag | Tam | Tol | Tec | Tig | Cor | Pum |
| Club América                                               |     | 0-2  | 1-1  | 1-0 | 4-0 | 0-0 | 1-2 | 3-1 | 3-0 | 3-1 | 0-2 | 0-1 | 2-1 | 3-2 | 3-0 | 3-0 | 4-0 | 3-1 | 0-1 |
| CF Atlante                                                 | 3-0 |      | 2-0  | 4-3 | 1-0 | 3-1 | 2-2 | 1-1 | 3-1 | 3-2 | 2-0 | 0-2 | 4-2 | 0-0 | 1-0 | 1-0 | 3-0 | 2-1 | 1-0 |
| CF Atlas                                                   | 1-5 | 0-2  |      | 2-2 | 4-1 | 2-1 | 2-1 | 2-2 | 5-1 | 2-0 | 0-0 | 1-2 | 1-1 | 2-4 | 2-3 | 0-0 | 1-1 | 2-1 | 1-0 |
| Atlético Morelia                                           | 2-1 | 1-0  | 3-2  |     | 4-0 | 4-0 | 3-3 | 3-2 | 1-1 | 1-1 | 2-1 | 2-1 | 0-0 | 1-0 | 3-3 | 4-2 | 4-2 | 1-1 | 1-0 |
| Atlético Potosino (es)                                     | 1-2 | 1-1  | 1-2  | 0-0 |     | 1-2 | 0-2 | 0-1 | 1-0 | 1-1 | 0-0 | 2-2 | 3-1 | 2-1 | 2-0 | 0-1 | 1-0 | 2-1 | 1-1 |
| Cobras de Ciudad Juárez (en)                               | 3-2 | 1-1  | 3-0  | 0-0 | 0-0 |     | 1-1 | 1-1 | 1-1 | 2-2 | 2-1 | 0-0 | 2-2 | 3-5 | 1-1 | 0-0 | 4-1 | 3-0 | 1-3 |
| CD Cruz Azul                                               | 1-3 | 0-3  | 5-0  | 1-1 | 2-1 | 1-1 |     | 0-1 | 2-1 | 2-2 | 2-0 | 0-0 | 1-0 | 1-2 | 4-2 | 3-4 | 4-0 | 3-2 | 1-0 |
| Chivas de Guadalajara                                      | 2-2 | 2-1  | 3-0  | 2-1 | 1-0 | 3-0 | 3-1 |     | 3-0 | 3-1 | 3-2 | 2-1 | 5-2 | 4-1 | 2-1 | 2-2 | 3-1 | 4-2 | 1-1 |
| Deportivo Irapuato                                         | 1-1 | 2-0  | 1-0  | 1-1 | 3-0 | 4-0 | 2-2 | 1-1 |     | 2-0 | 0-0 | 1-0 | 3-2 | 1-2 | 1-3 | 1-4 | 0-2 | 1-1 | 1-0 |
| CF Monterrey                                               | 1-1 | 1-2  | 2-1  | 2-2 | 1-1 | 0-0 | 1-4 | 1-1 | 0-0 |     | 0-1 | 0-2 | 1-0 | 3-1 | 0-2 | 3-2 | 1-0 | 0-1 | 0-3 |
| Club Necaxa                                                | 0-0 | 3-1  | 6-0  | 1-1 | 4-3 | 1-1 | 4-1 | 1-0 | 2-0 | 2-2 |     | 1-0 | 2-0 | 3-0 | 0-0 | 1-0 | 3-0 | 3-1 | 0-2 |
| CF Puebla                                                  | 3-1 | 1-1  | 3-1  | 4-1 | 4-0 | 3-0 | 1-1 | 2-0 | 2-0 | 3-0 | 2-2 |     | 6-0 | 1-1 | 3-0 | 4-1 | 3-1 | 2-2 | 1-1 |
| Santos Laguna                                              | 1-2 | 1-0  | 0-0  | 1-1 | 3-1 | 0-0 | 1-1 | 1-0 | 0-0 | 2-0 | 0-0 | 1-4 |     | 0-0 | 2-1 | 1-1 | 2-1 | 1-0 | 0-0 |
| Jaibos Tampico Madero                                      | 2-0 | 3-1  | 2-1  | 3-0 | 4-0 | 3-2 | 5-0 | 0-1 | 2-0 | 4-2 | 2-1 | 5-1 | 4-1 |     | 7-2 | 1-3 | 3-0 | 5-5 | 1-1 |
| Club Toluca                                                | 0-2 | 1-1  | 2-1  | 1-0 | 5-3 | 1-1 | 2-3 | 1-0 | 3-3 | 3-3 | 2-3 | 0-1 | 2-0 | 4-2 |     | 1-2 | 4-1 | 4-1 | 0-1 |
| UAG Tecos                                                  | 1-0 | 3-0  | 3-0  | 2-2 | 1-0 | 0-0 | 1-4 | 1-1 | 2-2 | 1-3 | 2-3 | 0-0 | 2-0 | 0-2 | 1-1 |     | 1-1 | 3-0 | 0-1 |
| Tigres UANL                                                | 0-0 | 2-2  | 1-0  | 2-1 | 2-1 | 3-2 | 3-2 | 1-0 | 0-0 | 1-3 | 1-2 | 0-0 | 1-1 | 1-0 | 2-0 | 1-1 |     | 1-0 | 0-3 |
| Correcaminos UAT (en)                                      | 0-0 | 2-1  | 2-0  | 3-2 | 1-0 | 1-1 | 1-0 | 1-0 | 1-1 | 3-0 | 3-1 | 1-1 | 0-0 | 2-2 | 2-1 | 0-1 | 1-1 |     | 2-0 |
| Pumas UNAM                                                 | 1-2 | 1-1  | 2-0  | 0-0 | 0-0 | 3-0 | 1-2 | 0-3 | 3-2 | 1-1 | 0-0 | 1-1 | 1-1 | 3-1 | 1-1 | 1-0 | 1-1 | 3-0 |     |
| - Victoire à domicile - Match nul - Victoire à l'extérieur |     |      |      |     |     |     |     |     |     |     |     |     |     |     |     |     |     |     |     |

#### Classements qualificatifs
La qualification pour la "Liguilla" se fait au travers des groupes régionaux. Les deux meilleures équipes de chaque groupe sont directement qualifiées pour la phase finale.
| Rang | Club               | Pts | J  | Diff |
| 1    | Club América (T)   | 43  | 38 | +19  |
| 2    | CD Cruz Azul       | 43  | 38 | +9   |
| 3    | Club Toluca (C)    | 32  | 38 | -9   |
| 4    | Deportivo Irapuato | 32  | 38 | -14  |
| 5    | CF Monterrey       | 29  | 38 | -22  |

| Rang | Club                   | Pts | J  | Diff |
| 1    | Jaibos Tampico Madero  | 47  | 38 | +31  |
| 2    | Chivas de Guadalajara  | 47  | 38 | +23  |
| 3    | Club Necaxa            | 45  | 38 | +19  |
| 4    | Atlético Morelia       | 41  | 38 | +7   |
| 5    | Atlético Potosino (es) | 22  | 38 | -37  |

| Rang | Club                       | Pts | J  | Diff |
| 1    | CF Puebla                  | 53  | 38 | +42  |
| 2    | CF Atlante                 | 49  | 38 | +18  |
| 3    | Universidad de Guadalajara | 41  | 38 | -3   |
| 4    | Tigres UANL                | 33  | 38 | -23  |
| 5    | Santos Laguna              | 29  | 38 | -25  |

| Rang | Club                             | Pts | J  | Diff |
| 1    | Pumas UNAM                       | 41  | 38 | +12  |
| 2    | UAG Tecos                        | 38  | 38 | +0   |
| 3    | Cobras de Ciudad Juárez (en) (P) | 35  | 38 | -12  |
| 4    | Correcaminos UAT (en)            | 34  | 38 | -10  |
| 5    | CF Atlas                         | 26  | 38 | -26  |

### La «Liguilla»
Les huit équipes qualifiées sont réparties en deux groupes d'après leur classement général, le premier, le quatrième, le cinquième et le huitième d'un côté et les quatre autres de l'autre.
Les deux premiers de chaque groupe sont qualifiés pour la finale. Si les deux équipes sont à égalité à la fin du temps réglementaire, des prolongations puis une séance de tirs au but ont lieu.

#### Phase de groupe

##### Classements
| Rang | Équipe                | Pts | J | G | N | P | Bp | Bc | Diff |
| ---- | --------------------- | --- | - | - | - | - | -- | -- | ---- |
| 1    | Club América (T)      | 8   | 6 | 3 | 2 | 1 | 12 | 6  | +6   |
| 2    | Chivas de Guadalajara | 8   | 6 | 4 | 0 | 2 | 9  | 4  | +5   |
| 3    | CF Puebla             | 5   | 6 | 1 | 3 | 2 | 7  | 10 | -3   |
| 4    | UAG Tecos             | 3   | 6 | 1 | 1 | 4 | 4  | 12 | -8   |

| Rang | Équipe                | Pts | J | G | N | P | Bp | Bc | Diff |
| ---- | --------------------- | --- | - | - | - | - | -- | -- | ---- |
| 1    | CD Cruz Azul          | 8   | 6 | 4 | 0 | 2 | 10 | 9  | +1   |
| 2    | Jaibos Tampico Madero | 7   | 6 | 3 | 1 | 2 | 9  | 10 | -1   |
| 3    | Pumas UNAM            | 6   | 6 | 2 | 2 | 2 | 12 | 7  | +5   |
| 4    | CF Atlante            | 3   | 6 | 0 | 3 | 3 | 9  | 14 | -5   |

| Légende : Qualifications et relégations | Légende : Qualifications et relégations                                                              |
| --------------------------------------- | --- |
|                                         | Qualifié pour la finale de Primera División                                                          |
|                                         | (T) : Tenant du titre (C) : Vainqueur de la Copa México 1988-1989 (P) : Promu de la saison 1987-1988 |

##### Matchs
| Résultats (▼dom., ►ext.) | Amé | Tec | Chi | Pue |
| Club América             |     | 4-0 | 2-1 | 2-2 |
| UAG Tecos                | 0-2 |     | 1-0 | 2-2 |
| Chivas de Guadalajara    | 2-1 | 2-0 |     | 1-0 |
| CF Puebla                | 1-1 | 2-1 | 0-3 |     |

| Résultats (▼dom., ►ext.) | Atlt | Azu | Pum | Tam |
| CF Atlante               |      | 2-3 | 1-1 | 2-2 |
| CD Cruz Azul             | 3-1  |     | 1-4 | 2-1 |
| Pumas UNAM               | 2-2  | 0-1 |     | 5-1 |
| Jaibos Tampico Madero    | 3-0  | 1-0 | 1-0 |     |

#### Finale
| Match aller | CD Cruz Azul                              | 2:3   | Club América                                                                      | Stade Azulgrana |  |
| 13 juillet  | Porfirio Jiménez 45e · Narciso Cuevas 47e | (1:2) | Luis Roberto Alves 1re · Carlos Hermosillo 31e · Antonio Carlos Santos 58e (pen.) |                 |  |

| Match retour | Club América                              | 2:2   | CD Cruz Azul                                | Stade Azteca |  |
| 16 juillet   | Juan Hernández 6e · Carlos Hermosillo 77e | (1:2) | Patricio Hernández 20e · Ricardo Mojica 27e |              |  |

## Bilan du tournoi
| Tableau d'Honneur    |              |
| Compétition          | Vainqueur    |
| Primera División     | Club América |
| Copa México          | Club Toluca  |
| Campeón de Campeones | Club América |

| Qualifications continentales 1989-1990 |              |
| Coupe des champions                    | Qualifiés    |
| 2e Tour de qualification               | Club América |

| Promotions et relégations     |                        |
| Relégué en Primera División A | Atlético Potosino (es) |
| Promu de Primera División A   | Potros Neza (en)       |